# (8086) Peterthomas
(8086) Peterthomas est un astéroïde de la ceinture principale, et plus spécifiquement du groupe de Hilda.

## Description
(8086) Peterthomas est un astéroïde du groupe de Hilda. Il présente une orbite caractérisée par un demi-grand axe de 3,94 UA, une excentricité de 0,21 et une inclinaison de 12,2° par rapport à l'écliptique.

## Compléments